# Фантомний біль (фільм)
«Фантомний біль» (нім. Phantomschmerz) — німецький фільм 2009 року Маттіаса Емке.

## Синопсис
Марк мав успіх у жінок і домігся великих перемог на спортивній арені. Та все змінилося, коли в результаті аварії він втрачає ногу. Герою треба переосмислити своє життя, аби знайти сили піклуватися про близьких і не впадати у відчай та жаль до себе.

## У ролях
| Актор           | Роль     |
| --------------- | -------- |
| Тіль Швайґер    | Марк     |
| Яна Палласке    | Ніка     |
| Штіпе Еркеґ     | Алекс    |
| Луна Швайґер    | Сара     |
| Антьє Трауе     | Аня      |
| Альвара Гефельс | барменка |